# PGC 10465
LEDA/PGC 10465 (auch NGC 1077B) ist eine Balken-Spiralgalaxie vom Hubble-Typ SBc im Sternbild Perseus am Nordsternhimmel. Sie ist schätzungsweise 386 Millionen Lichtjahre von der Milchstraße entfernt und hat einen Durchmesser von etwa 55.000 Lichtjahren. Vom Sonnensystem aus entfernt sich das Objekt mit einer errechneten Radialgeschwindigkeit von näherungsweise 8.500 Kilometern pro Sekunde. Gemeinsam mit NGC 1077 bildet sie ein wechselwirkendes Galaxienpaar.
Im selben Himmelsareal befinden sich unter anderem die Galaxien PGC 10527, PGC 10568, PGC 2163882, PGC 5061041.